# Титус Земан
Титус Земан (словац. Titus Zeman; 4 січня 1915, Вайнори (тепер у межах Братислави) — 8 січня 1969, там само) — словацький римо-католицький священник, салезіанин, мученик, блаженний Католицької церкви.

## Життєпис
Народився 4 січня 1915 року у Вайнорах на околиці Братислави у побожній сім'ї і був першим із десяти дітей. У 1931 році став новиком-салезіанином. У 1938 році склав вічні обіти. Богословські студії проходив у Італії, зокрема, в Римі та К'єрі, біля Турину. Його ієрейські свячення відбулися 23 червня 1940 року в Турині. Повернувшись на батьківщину, Титус вивчав також хімію та природознавство, які згодом викладав у різних салезіанських школах. Окрім цього, допомагав у душпастирському служінні та підтримував дієцезальне духовенство й був капеланом одного жіночого Згромадження. Отець Титус був людиною сильної волі, міцного здоров'я та скромного характеру.
Після Другої світової війни комуністична влада почала переслідування Церкви з вилучення хрестів із шкільних класів. Отець Титус, який тоді вчителював в Трнаві, спільно з іншими однодумцями виступав проти цього, через що був звільнений з роботи.
У квітні 1950 року комуністична влада Чехословаччини заборонила діяльність католицьких орденів і згромаджень та розпочала висилати ченців до концентраційних таборів. В цей час о. Титус допоміг організувати семінаристам три переходи за кордон, до Турину: один між серпнем та вереснем 1950 року, ще один в жовтні 1950 року, та останній у квітні 1951 року. За третьою спробою у квітні 1951 року священника заарештували разом з багатьма іншими духовними особами.
Звинувачений у шпигунстві і зраді та покараний на 25 років тюремного ув'язнення без права на звільнення та з втратою всіх громадянських прав. У 1964 році комуністична влада достроково його звільнила, але, однак, не давала йому спокою.
Помер отець Титус 8 січня 1969 року. Реабілітований у 1991 році.

## Беатифікаційний процес
Беатифікаційний процес розпочато у 2010 році, а 27 лютого 2017 року папа Франциск проголосив декрет про його мучеництво. Беатифікація отця Титуса Земана відбулася 30 вересня 2017 року в Братиславі за участі префекта Конгрегації в справах святих кардинала Анджело Амато.